# 安德烈娅·博吉安
安德烈娅·博吉安（羅馬尼亞語：Andreea Boghian，1991年11月29日—），罗马尼亚女子赛艇运动员。她曾代表罗马尼亚参加2016年夏季奥林匹克运动会赛艇比赛，获得女子八人单桨有舵手铜牌。